# Кровавый пир (фильм, 1963)
Эта статья — об американском фильме 1963 года. О мексиканском фильме 1972 года см. Кровавый пир (фильм, 1972). О музыкальной группе см. Blood Feast.
«Кровавый пир» (англ. Blood Feast) — американский фильм ужасов 1963 года. Относительно его поджанра и типа можно сказать, что это независимый малобюджетный фильм, снятый как экстремальное кино в поджанре сплэттер-слэшер (считается первым фильмом столь оригинальном поджанре). Режиссёром, оператором и композитором ленты выступил Хершел Гордон Льюис (также, без указания в данных титрах, он выступил сопродюсером, со-сценаристом и исполнил маленькую — только голос — роль диктора на радио). Картина известна своей «сверх-окупаемостью»: её сборы превысили бюджет в 167 раз, несмотря на негативные отзывы критиков, которые назвали его дилетантским и вульгарным.

## Сюжет
Женщина возвращается домой в свою квартиру в Майами-Бич и слышит о недавнем убийстве в Роджерс-парке. Она идёт принимать ванну, где неизвестный убивает и её. Прежде чем уйти, убийца отрубает ей ногу выше колена мачете и кладет её в пакет. Рядом с телом остаётся лежать книга, озаглавленная «Древние таинственные религиозные обряды» (англ. Ancient Weird Religious Rites).
На следующее утро в полицейском участке молодой детектив Пит Торнтон консультируется с начальником убойного отдела по поводу этих убийств, который рассказывает, что убийца обычно калечит своих жертв, отрубая им конечности или вырезая внутренние органы. В другом районе города Дороти Фримонт нанимает организатора праздников по имени Фуад Рамзес, чтобы сделать званый ужин для своей дочери Сюзетты. Рамзес — которые и есть тот самый серийный убийца — говорит миссис Фримонт, что приготовит «древнеегипетский пир» по случаю этого события. Женщина в восторге, так как Сюзетта как раз интересуется египтологией. После того, как миссис Фримонт покидает заведение Рамзеса, он направляется в заднюю комнату, где у него стоит статуя богини Иштар. Выясняется, что Рамзес будет готовить «кровавый пир» — рагу, приготовленное из крови и частей тела девственниц, предназначенное для воскрешения Иштар.
Позже в тот же день Торнтон рассказывает шефу, что он опросил знакомых последней жертвы и что она была членом книжного клуба. В тот вечер тинейджеры Тони и Марси отдыхают на близлежащем пляже. Туда приходит Рамзес, он оглушает Тони и извлекает мозг Марси из черепа. Вскоре на место преступления прибывают Торнтон и его шеф, но не могут получить никакой полезной информации от истеричного Тони. Затем полицейские опрашивают мать покойной Марси, которая говорит им, что Марси была членом книжного клуба. Ещё чуть позднее Рамзес снимает комнату в мотеле. Он стучит в один из соседних номеров, ему открывает женщина, он нападает на неё и вырывает ей язык в качестве ещё одного ингредиента для своего «кровавого пира».
В местном университете Сюзетта посещает лекцию по египтологии вместе со своим бойфрендом, детективом Торнтоном. Лектор, доктор Фландерс, рассказывает о фараонах Рамзесе I и Рамзесе II и о культе Иштар, который процветал во время их правления пять тысяч лет назад. Он описывает ритуал, в ходе которого девственницы приносились в жертву богине на алтаре, части их тел готовились и подавались в качестве блюд на пиру; считалось, что это привело к возрождению Иштар. После лекции Сюзетта и Торнтон узнаю́т, что ещё одна девушка была найдена тяжело раненой и доставлена в больницу. Детектив отвозит свою подругу домой, а сам мчится в больницу. Жертва, девушка по имени Джанет Блейк, рассказывает, что нападавший произнес что-то похожее на «Этар», и умирает.
Рамзес получает письмо от подруги Сюзетты Труди Сандерс с просьбой прислать ей копию «Древних таинственных религиозных обрядов», которые он рекламировал в газете; тем же вечером он похищает Труди. На следующий день девушка приходит в себя в задней комнате Рамзеса. Убийца хлещет Труди бичом, собирая её кровь в серебряную чашу.
Сюзетта рассказывает Торнтону, что некий Фуад Рамзес организует и будет обслуживать её званый ужин и задаст настоящий «египетский пир» в честь Иштар. Заметив сходство в звучании «Иштар» и «Этар», Торнтон звонит доктору Фландерсу, от которого узнаёт, что этот Рамзес является автором «Древних таинственных религиозных обрядов». Сделав вывод, что именно Рамзес является убийцей, Торнтон и полиция мчатся в заведение Рамзеса, где обнаруживают святилище Иштар, изувеченное тело Труди и разнообразные человеческие останки. Тогда полиция направляется в дом Фримонтов, чтобы арестовать там убийцу и не дать гостям принять участие в пиршестве.
В назначенное время Рамзес приходит на подготовку званого ужина и просит Сюзетту помочь ему сделать застолье «более аутентичным». Он укладывает Сюзетту на кухонную столешницу и велит ей закрыть глаза и вознести молитву Иштар. Девушка идёт ему навстречу, не чувствуя подвоха, а Рамзес поднимает мачете, чтобы обезглавить её. В этот момент на кухню входит миссис Фримонт, и убийца сбегает. Полиция преследует Рамзеса по свалке, и он забирается в кузов мусоровоза. Ничего не подозревающий водитель грузовика включает мусороуборочный механизм, убивая Рамзеса.
Торнтон объясняет шефу, как он установил личность убийцы, и говорит, что Рамзес, должно быть, вёл список людей, которые просили его книгу в качестве потенциальных жертв. Детективы возвращаются в полицейский участок, чтобы составить отчёт; а где-то в другом месте в это время статуя Иштар проливает кровавые слезы.

## В ролях
В порядке указания в титрах
- Уильям Керуин[англ.] — детектив Пит Торнтон[4]
- Мэл Арнольд — Фуад Рамзес
- Конни Мейсон[англ.] — Сюзетта Фримонт
- Лин Болтон — миссис Дороти Фримонт
- Скотт Холл — Фрэнк, капитан полиции
- Кристи Фуши — Труди Сандерс[5]
- Эшлин Мартин — Марси, девушка на пляже
- Астрид Олсон — жертва в мотеле
- Сандра Синклэр — Пэт Трейси
- Джин Куртье — Тони, юноша на пляже
- Луиза Кэмп — Джанет Блейк
- Хэл Рич — доктор в больнице
- Эл Голден — доктор Фландерс лектор по египтологии

В титрах не указаны
- Дэвид Фрэнк Фридман[англ.] — пьяный муж
- Хершел Гордон Льюис — диктор на радио (только голос)

## Производство и показ
Концепция «Кровавого пира» пришла в голову Хершелу Гордону Льюису в начале 1960-х годов после просмотра психологического хоррора Альфреда Хичкока «Психо» (1960). Льюис сделал вывод, что Хичкок схитрил, показав в фильме результаты убийств, но не сам их процесс, чтобы у него не возникло проблем с дистрибьютерами, прокатчиками и кинотеатрами. Интересно, что Льюис совсем недавно вошёл в шоу-бизнес: до 1959 года он работал преподавателем в Государственном колледже штата Миссисипи (ныне — Государственный университет Миссисипи).
Основная идея «Кровавого пира», по замыслу режиссёра, заключалась в том, что будут пролиты ванны крови в попытке изобразить египетское блюдо, приготовленное из тел девственниц; и язык женщины, вырванный из её рта.
Съёмки прошли в городе Майами (штат Флорида) и заняли всего четыре дня. Льюис желал максимально реалистичный реквизит для сцены, где женщине вырывают язык; поэтому он заказал свежеотрезанный овечий язык, который ему доставили из близлежащего региона Тампа-Бэй. Все остальные конечности и внутренние органы, использованные при съёмках, были куплены на месте, в Майами. Льюис снял свой фильм в цвете, чтобы ярко показать зрителю красную кровь. (Использование чёрно-белой плёнки заметно бы снизило стоимость производства картины — а денег у режиссёра было в обрез; вообще в начале 1960-х годов цветные кинофильмы ещё отнюдь не были обыденным явлением).
Бюджет ленты вышел очень скромным — 24 000 долларов (менее 238 000 долларов в ценах апреля 2023 года).
Премьера фильма состоялась 6 июля 1963 года.
Дистрибьютером «Кровавого пира» рискнула выступить Box Office Spectaculars. Фильм показывался в автокинотеатрах, сначала в Пеории (штат Иллинойс), затем в самом Нью-Йорке (здесь под названием «Египетский кровавый пир» — Egyptian Blood Feast). Продюсер ленты, Дэвид Фрэнк Фридман, придумал несколько маркетинговых ходов для привлечения публики: зрителям раздавали бесплатные «пакеты для рвоты», их ставили в известность, что фильм в судебном порядке запрещён к показу в городе Сарасота (штат Флорида) — причём этот запрет тоже был делом рук Фридмана.

## Цензура и критика
В Великобритании «Кровавый пир» вызвал пристальное внимание цензоров, и в конечном итоге был запрещён к показу и внесён в список «отвратительных фильмов». В 2001 году он был выпущен на DVD с 23-секундными сокращениями. В 2005 году фильм был наконец выпущен без купюр с сертификатом 18+ после более чем 40-летнего запрета. В 2017 году «Кровавый пир» был выпущен без сокращений компанией Arrow Films на Blu-ray Disc.
Как уже говорилось выше, фильм получил преимущественно негативные отзывы критиков, которые назвали его дилетантским и вульгарным.
- Variety: «совершенно неумелый шокер… невероятно грубый и непрофессиональный от начала до конца… оскорбление даже для самой ребяческой и непристойной аудитории…» Далее критик оценил всю постановку как «фиаско», назвав сценарий (приписываемый Луизе Даун[12]) «бессмысленным», а актёрскую игру «дилетантской». Что касается режиссуры Льюиса, его операторской работы и работы в качестве композитора, то рецензент пришёл к выводу, что он «потерпел сокрушительный провал по всем трём пунктам»[13].
  - В ответ на критику фильма со стороны Variety Дэвид Фрэнк Фридман[англ.] сказал: «Мы с Хершелом часто задавались вопросом, кто сказал писарям Variety, что мы относимся к себе серьёзно»[14].
- Los Angeles Times: «… это пятно на американской киноиндустрии…»[15]
- Стивен Кинг: «… это худший фильм ужасов, что я когда-либо видел…»[16]
- Кинокритикам The Austin Chronicle фильм понравился, но критике подверглась плохая актёрская игра и очень низкий бюджет. Рецензия завершается словами: «фильм оскорбительный, мерзкий, убогий и отвратительный, но в то же время очень забавный, если вы сможете выдержать вид кишок»[17].
- Кинообозреватель сайта Fantastic Movie Musings and Ramblings раскритиковал актёрскую игру и заявил, что режиссёру Льюису «удаётся сделать свои фильмы похожими на домашнее кино, не придавая им той атмосферы правдоподобия (verisimilitude), которая сделала бы их правдоподобными (believable)»[18].
- Ozus' World Movie Reviews: «… это один из тех действительно плохих фильмов, над которыми одни с удовольствием смеются, другие насмехаются, а третьи делают и то, и другое»[19].
- AllMovie: «Сюжет заезженный, актёрская игра на уровне самых неуклюжих школьных пьес, а режиссура статична и неинтересна. Тем не менее, это один из важных релизов в истории кино, знаменующий собой новое признание откровенного насилия, которое, очевидно, только и ждало, чтобы его использовали»[20].
- Люкс Интериор: «… это один из величайших фильмов всех времён… Это был первый фильм типа „запёкшаяся кровь“… сейчас это выглядит немного забавно, но всё равно по-настоящему тошнотворно».

## Значимость и наследие
«Кровавый пир» сразу же приобрёл дурную славу благодаря обилию крови и насилия. Многие называют этот фильм первым, в котором люди умирают с открытыми глазами, однако это не так: см. например «Сельский доктор» (1909), «Враг общества» (1931), «Психо» (1960).
Писатель Кристофер Уэйн Карри в своей книге «Вкус крови: Фильмы Хершела Гордона Льюиса» описал Фуада Рамзеса как «оригинального безумца с мачете» и предшественника похожих персонажей в «Пятнице 13-го» и «Хэллоуине».
Фанаты режиссёра Льюиса называют «Кровавый пир» первым в так называемой «Кровавой трилогии»: за ним, по их мнению, последовали «Две тысячи маньяков» (1964) и «Раскрась меня кроваво-красным» (1965). После третьего фильма продюсер Фридман сказал: «Я думаю, что на данный момент мы собираемся отказаться от создания каких-либо фильмов о „супер-крови и запёкшейся крови“, поскольку много наших коллег начали создавать такие же ленты, что создаёт риск того, что рынок быстро насытится этим».
К выходу «Кровавого пира» Льюис сделал его новеллизацию. В ней центральные персонажи значительно отличаются от киношных, в ней гораздо больше юмора, и действие происходит не в Майами, а в Чикаго.
В 1987 году вышел фильм «Кровавая закусочная» (в жанре комедия ужасов), было заявлено, что это «духовный сиквел» «Кровавого пира».
В 1991 году вышел комикс по фильму.
Спустя несколько десятилетий, в 2002 году, вышел сиквел, озаглавленный «Кровавый пир 2: Всё, что ты сможешь съесть», имевший некоторый, но отнюдь не заметный успех.
В 2016 году вышел ремейк фильма. Режиссёр — малоизвестный Марсель Вальс, главную мужскую роль (Фуад Рамзес) исполнил известный актёр Роберт Раслер. Картина имела ограниченный театральный релиз.